# Dasineura tiliae
Dasineura tiliae är en tvåvingeart som först beskrevs av Franz Paula von Schrank 1803.  Dasineura tiliae ingår i släktet Dasineura och familjen gallmyggor. Inga underarter finns listade i Catalogue of Life.